# Ixamatus fischeri
Ixamatus fischeri is een spinnensoort in de taxonomische indeling van de bruine klapdeurspinnen (Nemesiidae).
Ixamatus fischeri werd in 1982 beschreven door Raven.